# Moustapha Dao
Moustapha Dao (Koudougou, 5 maart 1955 – Parijs, 21 juni 2010) was een Burkinees filmmaker. Hij maakte vooral korte films over het leven van straatkinderen.
Dao studeerde Moderne Letteren aan de Universiteit van Ouagadougou, daarna geluidstechniek aan het Institut Africain d'Education Cinématographique in dezelfde stad. Daarna werkte hij aan productie en geluid in de CINAFRIC-studio's, in het Centre National du Cinéma, en op de nationale televisie in Burkina Faso.
In 1987 debuteerde hij als filmmaker met de korte film À nous la rue, die prijzen won van UNICEF en op het Festival mondial des arts nègres Hij maakte met deze film een tournee door Frankrijk.
Midden jaren 90 vestigde hij zich in Parijs, waar hij verder film studeerde. Hij schreef daar ook een kinderboek, genaamd Poko et la rivière aux crocodiles.
Hij overleed in 2010 na een ziekte. Hij ontving eerbetoon van Radio France Internationale, op het Festival del cinema africano, d'Asia e America Latina di Milano en op het Panafrikaans Festival van Ouagadougou voor Film en Televisie.

## Filmografie
- 1987: À nous la rue
- 1989: Le Neveu du peintre
- 1991: L'Enfant et le Caïman
- 1995: L'Œuf

- Bibliothèque nationale de France: cb13503857b (data)
- International Standard Name Identifier: 0000 0003 6474 1011
- Nederlandse Thesaurus van Auteursnamen: 215846311
- Système universitaire de documentation: 082572542
- Virtual International Authority File: 228382990
- WorldCat: E39PBJcwGmx84pww3wFhh7XWXd